# Scarus dubius
Scarus dubius, tên thông thường trong tiếng Hawaii là Lauia, là một loài cá biển thuộc chi Scarus trong họ Cá mó. Loài này được mô tả lần đầu tiên vào năm 1828.

## Từ nguyên
Từ định danh của loài trong tiếng Latinh có nghĩa là "không chắc chắn", thể hiện sự "nghi ngờ" của Bennett về tính hợp lệ của loài này khi mà chúng chỉ được ông mô tả qua tiêu bản có sẵn nhưng không rõ kiểu màu khi còn sống.

## Phạm vi phân bố và môi trường sống
S. dubius là một loài đặc hữu của quần đảo Hawaii. S. dubius sống gần các rạn san hô viền bờ ở độ sâu đến ít nhất là 20 m.

## Mô tả
S. dubius có chiều dài cơ thể tối đa được ghi nhận là 39,8 cm. S. dubius là một loài lưỡng tính tiền nữ, và chiều dài cơ thể khi chuyển đổi giới tính được ghi nhận trong khoảng từ 26 đến 39 cm.

## Sinh thái
Thức ăn của S. dubius là các loài tảo ở đáy biển. Loài này được xem là một loài cá thực phẩm ở Hawaii.